# Glockiger Zwergknäueling
Der Glockige Zwergknäueling (Panellus ringens) oder Rachenförmige Muschelseitling ist eine in Deutschland sehr seltene Pilzart aus der Gattung der Zwergknäuelinge (Panellus).

## Merkmale
Der Glockenförmige Zwergknäueling bildet kleine (5–20 mm Durchmesser) jung resupinat (mit der Hutoberseite am Substrat angewachsene) später spatel- bis becherförmig ausgebreitete Fruchtkörper. Ein Stiel ist nur angedeutet. Die Oberseite der Pilze ist fleischrötlich-bräunlich gefärbt und matt, am Stielansatz mehlig bereift. Der Rand ist gerieft bis gefurcht. Die breiten, ähnlich wie der Hut gefärbten Lamellen besitzen eine dunkle Schneide und laufen am Stiel konzentrisch zusammen. Das Sporenpulver ist weiß.
Ähnlich ist der ebenfalls im Winterhalbjahr fruchtende, nur an Nadelholz wachsende Violettblättrige Muschelseitling und Arten aus der Gattung der Stummelfüßchen (Crepidotus), die anders gefärbtes Sporenpulver besitzen.

## Ökologie
Der Glockenförmige Zwergknäueling ist ein saprobiontischer Holzbewohner, der an der Rinde von toten oder absterbenden Ästen oder Stämmchen von Laubbäumen wächst. Krieglsteiner und Gminder nennen als Substrate Pappel, Birken, Gewöhnliche Traubenkirsche und Weide und Erlen. Die Fruchtkörper erscheinen im Winterhalbjahr.

## Verbreitung
Die Art ist in Nordasien (Sibirien, Japan), Nordamerika und Europa verbreitet. In Europa tritt sie zirkumpolar und -alpestrisch auf und ist demzufolge in Nord- und Nordosteuropa (Skandinavien, Finnland, Baltikum, Weißrussland) und in Südtirol, der Schweiz, Liechtenstein und Österreich gefunden worden. In Deutschland nur in Baden-Württemberg, eventuell auch in Bayern vorkommend.

## Bedeutung
Der Glockenförmige Zwergknäueling ist als Speisepilz ungeeignet, als Holzzerstörer ist er nicht von forstwirtschaftlicher Bedeutung.